# Ghetto Love
Ghetto Love è un singolo del rapper italiano Icy Subzero, in collaborazione con la cantautrice italiana Clara, pubblicato il 31 maggio 2024 con doppia etichetta Columbia Records e Sony Music.

## Descrizione
Il brano, scritto dallo stesso rapper con Clara, Federica Abbate e Jacopo Èttore, in arte Jacopo Èt, è prodotto da Stefano Tonigni, in arte Zef, Ayden Lau e Thuke.

## Video musicale
Il video musicale, diretto da Nicolò Bassetto e girato presso l'autolavaggio di Boltiere, in provincia di Bergamo, è stato pubblicato il 3 giugno 2024 attraverso il canale YouTube del rapper.

## Tracce
Testi di Matteo D'Alessio, Clara Soccini, Federica Abbate e Jacopo Èttore, musiche di Lorenzo Didomenicantonio, Stefano Tognini e Valerio Amati.
1. Ghetto Love (feat. Clara) – 2:24

## Classifiche
| Classifica (2024) | Posizione massima |
| ----------------- | ----------------- |
| Italia            | 43                |